# Bryobiota
Bryobiota is een geslacht van kevers uit de familie van de kortschildkevers (Staphylinidae).

## Soorten
- Bryobiota bicolor (Casey, 1885)
- Bryobiota giulianii (Moore, 1978)